# Amalia Ramírez
Amalia Ramírez, cujo nome de nascimento foi María Amalia das Dores do Aparecimento de Santiago (Lupión, Xaém, 23 de maio de 1834 - Madrid, 25 de fevereiro de 1918 (107 anos) foi uma cantora lírica espanhola.

## Biografia
Nasceu no seio de uma acomodada família militar, sendo seu pai Ramón Rafael Ramírez, comandante de infantaria, e sua mãe, Ana Sánchez do Campo Loiro.
Amalia mostrou gosto pela música desde pequena, no entanto, devido às contínuas deslocações motivadas pelos diferentes destinos do seu pai não pôde ter uma educação musical formal e continuada. Ainda assim, com onze anos estreia numa função benéfica cantando a cavatina da ópera de Betti, com grande sucesso.
A adscrição carlista e falecimento do seu pai fez com que a família atravessasse dificuldades económicas, o que decidiu a Amalia a desenvolver a sua carreira musical, para o qual se matriculou no Conservatório de Madrid com os maestros Valldemosa e Saldóni.

## Carreira musical

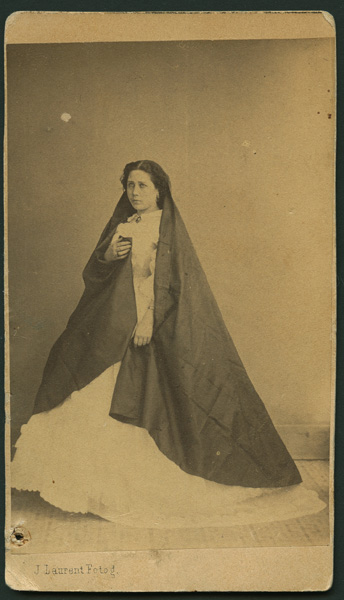
Amalia Ramírez na Filha da Providência

Teve oferecimentos para integrar-se em companhias de ópera, mas decidiu-se pela zarzuela, um género que naquele momento estava germinando. Estreia no Circo a princípios de 1853, na zarzuela de Emilio Arrieta e Francisco Camprodón O dominó azul. Nos seguintes anos actuou em obras como Catalina, Minhas duas mulheres, Guerra a morte, Marinha, A filha do regimento e Chamada e tropa.
Sua exclusividade com uma companhia de Cádis molestou aos autores da época, o que motivou que a vetassem em suas obras, pelo que começou a actuar em óperas cómicas italianas traduzidas ao espanhol, muito em voga naquele momento.
À morte da sua mãe abandonou a cena, voltando-se a incorporar pouco depois, depois do qual entre 1857 e 1860 levou a cabo voltas de sucesso pela América.
Seu casamento com o médico republicano Adolfo da Rosa, com quem teve três filhos, levou-a a emigrar durante a Restauração em 1874, brindando-lhe a oportunidade de participar nas óperas de Corsi em Milão, Gayarre, Patierne e Algdighieri em Bolonha e Verger em Paris.

## Obras estreadas
- Galanteos em Veneza
- O vale de Andorra
- A cisterna encantada
- A Caçada Real
- Os jardins do Bom Retiro
- A cola do diabo
- O grumete
- A estreia de um artista